# Karl Mildenberger

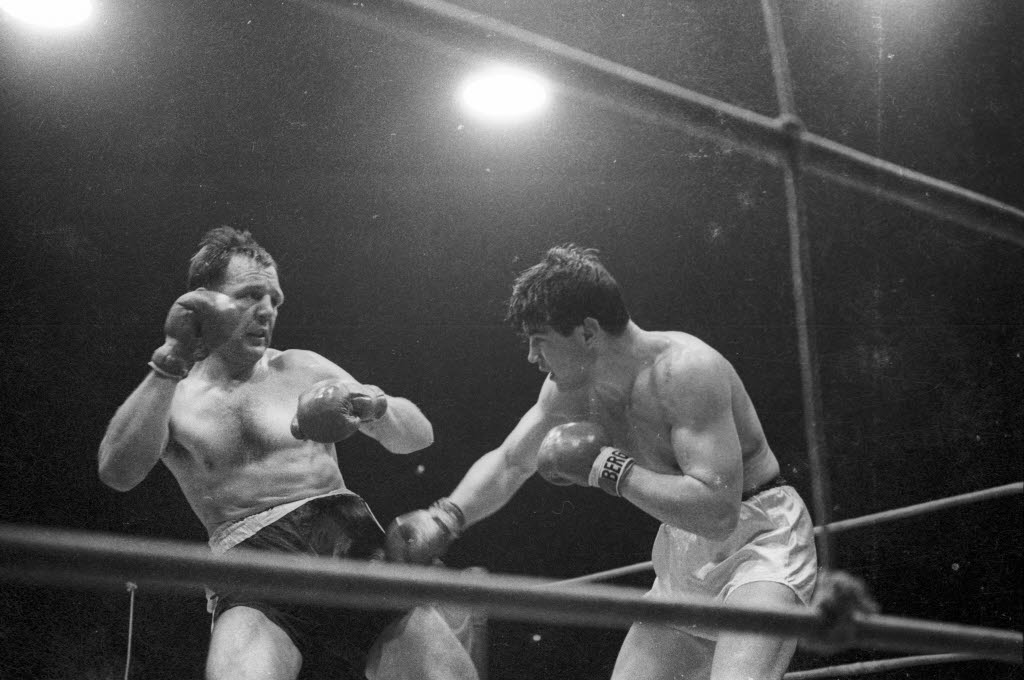
Karl Mildenberger (rechts) gegen Ulrich Ritter in der Kieler Ostseehalle (1963)

Karl Mildenberger (* 23. November 1937 in Kaiserslautern; † 4. Oktober 2018 ebenda) war ein deutscher Boxer und von 1964 bis 1968 EBU-Boxeuropameister im Schwergewicht.
Mildenberger boxte in der für seine Zeit untypischen Rechtsauslage. Als Profi absolvierte er von 1958 bis 1969 insgesamt 62 Kämpfe, von denen er 53 gewann (19 davon durch K. o.), bei drei Unentschieden und sechs Niederlagen. Zeitweise war er in den 1960er-Jahren der einzige Europäer in der Weltrangliste, die er zeitweilig sogar anführte.

## Boxkarriere

### Amateur
Mildenberger begann seine Boxkarriere 1946 mit Training in der Jugendstaffel der Boxabteilung des 1. FC Kaiserslautern, die von seinem Onkel Richard Mildenberger geleitet wurde. Aufgrund der Kriegsschäden des Zweiten Weltkriegs trainierte er im Sommerhalbjahr zeitweise auf dem Rasen des Betzenbergstadions. Mit elf Jahren bestritt er seinen ersten Amateurboxkampf und gelangte 1956 in die bundesdeutsche Amateurstaffel. 1958 gewann er den Deutschen Amateurmeistertitel.

### Profi

#### EM-Kämpfe
Im selben Jahr wurde Mildenberger Profi im Boxstall von Promoter Willy Knörzer. Nach dessen Tod 1960 wurde Bruno Müller sein Trainer. Bei seinem ersten EM-Kampf unterlag er am 24. Februar 1962 gegen Dick Richardson in Dortmund durch K. o. in Runde 1. Nach dieser „Blitz-K.-o.-Niederlage“ wurde Mildenberger in Anlehnung an Karl den Großen, dessen Namen er als Spitznamen seit seinem Sieg gegen Howard King trug, von der Bild-Zeitung als „Karl der Flache“ bespöttelt. Den Europameistertitel gewann er im zweiten Anlauf in seinem 45. Kampf gegen Sante Amonti am 17. Oktober 1964 in Berlin durch K. o. in der ersten Runde. Sechsmal verteidigte Mildenberger den Europameistertitel erfolgreich:
- 14. Mai 1965 in Frankfurt durch Punktsieg gegen Piero Tomasoni,
- 26. November 1965 in Frankfurt durch Punktsieg gegen Gerhard Zech,
- 15. Juni 1966 in Frankfurt durch Punktsieg gegen Yvan Preburg,
- 1. Februar 1967 in Frankfurt durch Punktsieg gegen Piero Tomasoni,
- 21. Mai 1967 in London durch K.-o. in der achten Runde gegen Billy Walker,
- 31. Dezember 1967 in Berlin durch Punktsieg gegen Gerhard Zech.

Am 18. September 1968 verlor Mildenberger den EM-Kampf gegen den englischen „British Empire Heavyweight Champion“ Henry Cooper wegen eines Kopfstoßes durch Disqualifikation in der achten Runde.

#### WM-Kämpfe
Mildenbergers wohl bedeutendster Kampf fand am 10. September 1966 im Frankfurter Waldstadion statt. An jenem Tag lieferte der amtierende Europameister vor 45.000 Zuschauern dem Schwergewichts-Weltmeister Muhammad Ali bis in die zwölfte Runde einen großartigen Kampf und machte diesem schwer zu schaffen. Er setzte Ali vor allem in der sechsten und siebten Runde mit seiner gefürchteten Linken unter Druck. Doch wegen einer Platzwunde über dem linken Auge nahm der Ringrichter den angeschlagenen Mildenberger in der zwölften Runde aus dem Kampf. „Es war mein schwerster Kampf seit dem Titelgewinn gegen Sonny Liston“, sagte Ali nach seiner sechsten erfolgreichen Titelverteidigung und kündigte an, nie wieder gegen Karl Mildenberger boxen zu wollen. Es war der erste Schwergewichts-Weltmeisterschaftskampf, der in Deutschland ausgetragen wurde. Der Kampf wurde in 11 europäischen Ländern live im Fernsehen übertragen, nicht aber in Deutschland.
Als Muhammad Ali 1967 der Titel aberkannt wurde, war Mildenberger erneut Weltranglistenerster. In einem WM-Ausscheidungskampf erlitt er jedoch gegen den Argentinier Óscar Bonavena am 16. September 1967 in Frankfurt eine schwere Niederlage nach zwölf Runden und ging dabei viermal zu Boden.

## Nach dem Boxen
1969 zog sich Mildenberger vom Boxsport zurück. Nach Beendigung seiner aktiven Laufbahn blieb er jedoch neben seiner Arbeit bei der Bayerischen Brauerei Kaiserslautern stets seinen sportlichen Aspekten im Leben treu. Dies spiegelte sich in einer Anstellung als Rettungsschwimmer beim Sport- und Bäderamt in Kaiserslautern wider, die er bis zum hohen Rentenalter ausübte.
Sein Wissen und seine Erfahrungen um den Boxsport gab er der Boxabteilung seiner Heimatstadt Kaiserslautern weiter. Dort engagierte er sich ehrenamtlich für den Nachwuchs. Bei großen Box-Veranstaltungen in Deutschland, beispielsweise bei den WM-Kämpfen von Axel Schulz, war er immer wieder zu sehen.
Bei der Deutschland-Premiere des Kinofilms Ali 2002 in Riesa war der Kontrahent von 1966 ebenfalls zu Gast und traf dort Ali nach vielen Jahren wieder. Dabei forderte ihn der schwerkranke Ali sogar nochmal zu einem kleinen Sparring heraus.
Karl Mildenberger lebte in Kaiserslautern und starb dort am 4. Oktober 2018 im Alter von 80 Jahren in einem Hospiz. Er ruht auf dem Friedhof von Hohenecken, einem Stadtteil von Kaiserslautern.

## Ehrungen
- 2003: Verdienstorden des Landes Rheinland-Pfalz
- 2007: Silberne Stadtplakette der Stadt Kaiserslautern

## Sonstiges
Der Kampf Mildenbergers gegen den Amerikaner Archie McBride, der am Freitag, den 25. Januar 1963 im Berliner Sportpalast hätte stattfinden sollen, wurde von den Veranstaltern vorsorglich um einen Tag verschoben, weil man fürchten musste, dass das Publikum an diesem Abend ausbleiben würde. Der Grund war die Fernsehausstrahlung der sechsten und letzten Folge des Kriminalfilms Tim Frazer von Francis Durbridge, die eine Einschaltquote von 93 % erreichte.